# 1921-es Grand Prix-szezon
Az 1921-es Grand Prix-szezon volt a Formula–1 előtti éra tizennegyedik szezonja. 1914 után ismét visszatértek a versenynaptárba a kiemelt versenyek, eredeti nevén Grandes Épreuves-ok. A súlypont az USA-ból ismét Európába tevődött át, a versenyek megoszlása viszont elég egyoldalú volt. Az egyetlen francia és amerikai futamon kívül csak Olaszországban versenyeztek.

## Versenyek

### Grandes Épreuves
| Verseny         | Helyszín | Időpont       | Győztes versenyző | Győztes konstruktőr | Összefoglaló |
| --------------- | -------- | ------------- | ----------------- | ------------------- | ------------ |
| francia nagydíj | Le Mans  | Július 25.    | Jimmy Murphy      | Duesenberg          | Összefoglaló |
| olasz nagydíj   | Brescia  | Szeptember 4. | Jules Goux        | Ballot              | Összefoglaló |

### Egyéb versenyek
| Verseny             | Helyszín     | Időpont        | Győztes versenyző | Győztes konstruktőr | Összefoglaló |
| ------------------- | ------------ | -------------- | ----------------- | ------------------- | ------------ |
| Garda-nagydíj       | Salò         | Május 22.      | Eugenio Silvani   | Bugatti             | Összefoglaló |
| Targa Florio        | Madonie      | Május 29.      | Giulio Masetti    | Fiat                | Összefoglaló |
| indianapolisi 500   | Indianapolis | Május 30.      | Tommy Milton      | Frontenac           | Összefoglaló |
| Coppa della Cascine | Firenze      | Június 6.      | Deo               | Chiribiri           | Összefoglaló |
| mugellói nagydíj    | Mugello      | Július 24.     | Giuseppe Campari  | Alfa Romeo          | Összefoglaló |
| Coppa Florio        | Brescia      | Szeptember 4.  | Jules Goux        | Ballot              | Összefoglaló |
| Gentlemen-nagydíj   | Brescia      | Szeptember 11. | Giulio Masetti    | Mercedes            | Összefoglaló |
| Coppa Montenero     | Montenero    | Szeptember 25. | Corrado Lotti     | Ansaldo             | Összefoglaló |